# Samantha Harris (Schauspielerin)

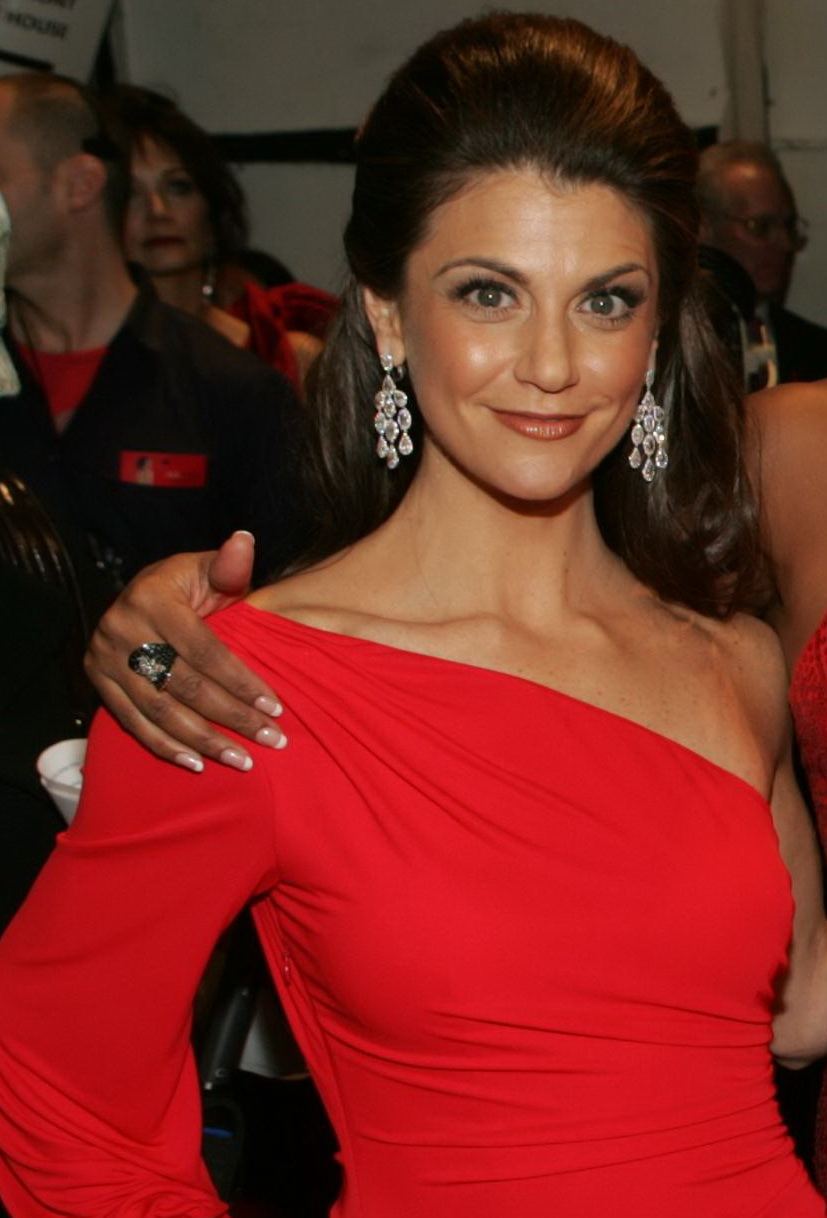
Samantha Harris bei der Heart Truth Fashion Show 2009

Samantha Harris (* 27. November 1973 in Hopkins, Minnesota als Samantha Harris Shapiro) ist eine US-amerikanische Schauspielerin, Fernsehmoderatorin und Journalistin.

## Leben und Leistungen
Der Vater von Samantha Harris war als Promoter für die Musikindustrie tätig, ihre Mutter war eine Tänzerin. Harris absolvierte im Jahr 1996 mit Auszeichnung die Medill School of Journalism der Northwestern University. Sie erhielt ihre erste Filmrolle in der Komödie Mighty Ducks 3 – Jetzt mischen sie die Highschool auf aus dem Jahr 1996.
In der Komödie Beautiful (2000) von Sally Field spielte Harris die Rolle von Miss Minnesota. Im Jahr 2002 moderierte sie die Fernsehsendung Player$, in der unter anderen Jennifer Garner, Robin Williams und Elijah Wood auftraten. Seit dem Jahr 2005 moderiert sie die Fernsehsendung E! News des Senders E! Entertainment Television, sie führte außerdem für die Nachrichtensendung Extra Interviews durch. Seit dem Jahr 2006 moderiert sie die Fernsehsendung Dancing with the Stars, wofür sie 2006 gemeinsam mit den anderen Beteiligten für den Emmy Award nominiert wurde. Sie war ebenfalls als Fotomodell tätig.
Harris ist verheiratet und lebt in Los Angeles.

## Filmografie (Auswahl)
- 1996: Mighty Ducks 3 – Jetzt mischen sie die Highschool auf (D3: The Mighty Ducks)
- 1997: George – Der aus dem Dschungel kam (George of the Jungle)
- 1999: Gnadenlos schön (Drop Dead Gorgeous)
- 2000: Beautiful
- 2000: The Man Made Movie (Fernsehserie)
- 2017: Baywatch